# Notonecta spinosa
Notonecta spinosa är en insektsart som beskrevs av Hungerford 1930. Notonecta spinosa ingår i släktet Notonecta och familjen ryggsimmare. Inga underarter finns listade i Catalogue of Life.